# Parc Nacional de Nordvest-Spitsbergen
El Parc Nacional de Nordvest-Spitsbergen (en noruec: Nordvest-Spitsbergen Nasjonalpark, literalment «Parc Nacional del nord-oest de Spitsbergen») es troba a l'arxipèlag noruec de Svalbard i abasta parts del nord-oest de Spitsbergen (la Terra d'Albert I i la Terra d'Haakon VII) i algunes illes properes com l'Illa Danesa i Moffen. Conté, entre altres coses, deus termals i restes de volcans. Té una extensió de terra ferma de 3.683 km² i una zona marina de 6.231 km², una superfície total de 9.914 km².

## Història
Hi ha restes d'estacions baleneres i tombes del segle xvii. A més a més, hi ha restes de diverses expedicions àrtiques, com per exemple Virgohamna, a l'Illa Danesa, el punt de partida de l'intent fallit el 1897 de l'enginyer suec S. A. Andrée d'arribar al pol Nord en un globus d'hidrogen. El parc va ser establert per decret reial l'1 de juny del 1973.

## Fauna
El parc nacional també conté nombroses colònies d'ocells marins, com l'oca de galta blanca, l'oca de collar o l'èider, a més del ren de Svalbard i la guineu àrtica. És també una zona hibernació d'ossos polars, i també s'hi poden trobar morses.

## Deus termals
Les deus termals de Troll i Jotun del parc, al llarg de la vora del Bockfjorden, són les deus documentades situades més al nord de la Terra, gairebé a 80º de latitud nord. Aquests deus van ser documentades per primera vegada a la darreria del segle xix. Hoel i Holtedahl van estudiar-les amb cert detall i van reportar que la de Jotun pot assolir una temperatura de 24,5 °C i la de Troll una de 28,3 °C.